# Michael Lark

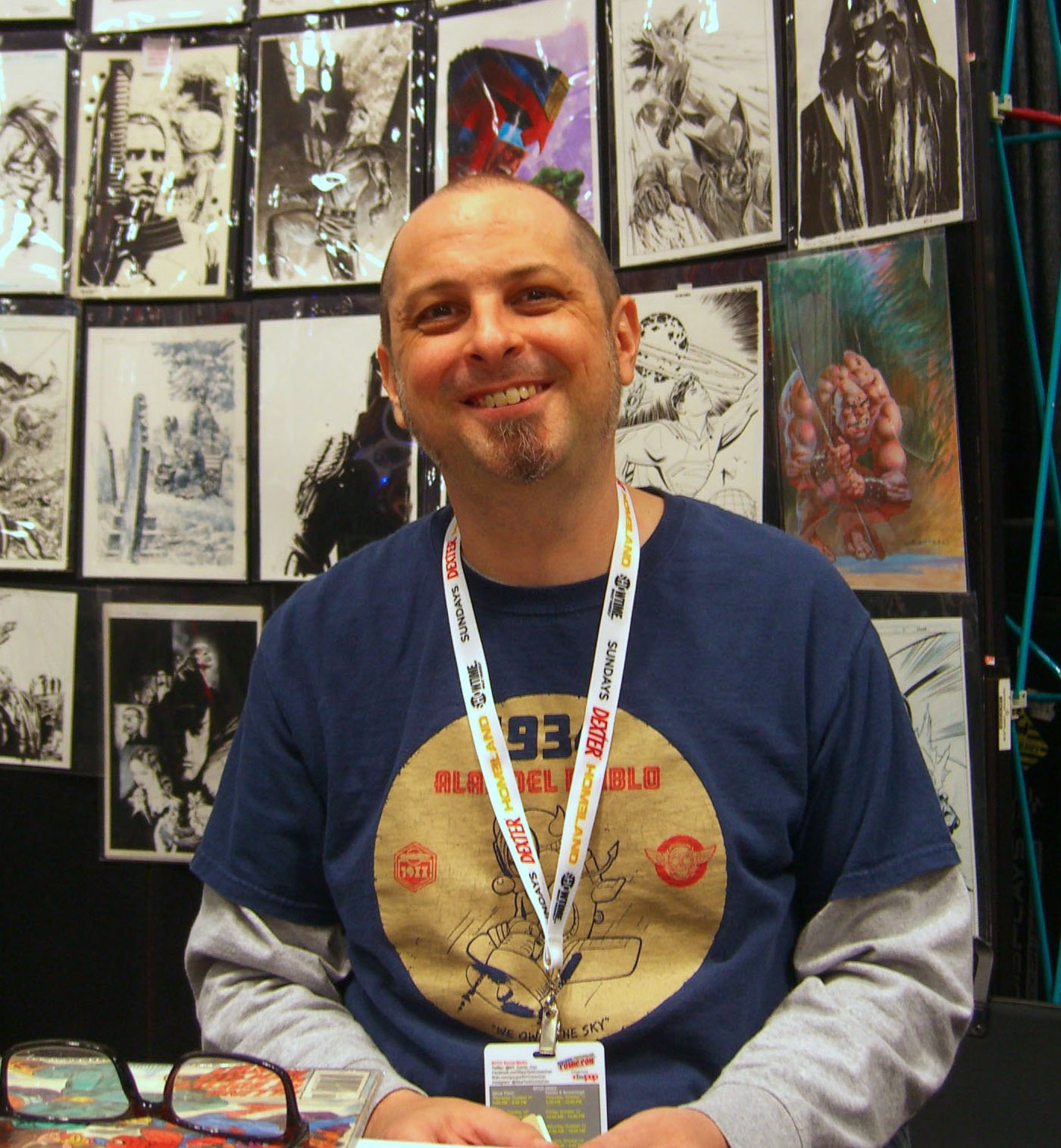
Michael Lark (2012)

Michael Lark (* 28. Juli 1966 in Pennsylvania) ist ein US-amerikanischer Comiczeichner.

## Leben
Lark, der in den frühen 1990er Jahren als hauptberuflicher Comiczeichner zu arbeiten begann, hat sich in der Vergangenheit überwiegend als Künstler für die beiden führenden US-amerikanischen Comicverlage DC-Comics und Marvel Comics betätigt.
Sein Werk umfasst unter anderem Zeichnerjobs für solche bekannten Serien wie den Superhelden-Comic Batman, den Kriminalcomic Gotham Central (#1–10, 12–15, 19–25) und die Science-Fiction-Saga Legend of the Hawkman (#1–3) für DC-Comics beziehungsweise für die Marvel-Serien Daredevil, Captain America und The Pulse. Für DCs Vertigo-Imprint gestaltete Lark Comics wie Terminal City (#1–9), Terminal City: Aerial Graffiti (#1–5), Books of Magic, Scene of Crime (#1–4), Shade: The Changing Man (#58) und Sandman Mystery Theatre (#57–60).
Zu den Autoren, mit denen Lark, der für seine Arbeit unter anderem mit dem Eisner Award und dem Harvey Award ausgezeichnet worden ist, in der Vergangenheit häufig zusammengearbeitet hat, zählen unter anderem Ed Brubaker und Greg Rucka.
Arbeiten, die Lark für kleinere Verlage vorgelegt hat, sind Caliber Presents (#19–22), Caliber Summer Special #1, Airwaves (#1–5) und Taken Under: Compendium #1 für Caliber Comics.
Hinzu kommen Illustrationen von literarischen Werken: So hat Lark unter dem Titel Occurrences: The Illustrated Ambroce Bierce einige Werke des satirischen Schriftstellers Ambrose Bierce für Mojo Press visualisiert und für Ibooks bzw. Topps die graphischen Romane The Best of Ray Bradbury: The Graphic Novel bzw. Ray Bradbury’s Comic Special Edition #1 gezeichnet, die auf Werken des Science-Fiction-Autors Ray Bradbury basieren.